# Amt Itzstedt
Das Amt Itzstedt ist ein kreisübergreifendes Amt in Schleswig-Holstein. Ihm gehören die Gemeinde Tangstedt aus dem Kreis Stormarn und sechs Gemeinden aus dem Kreis Segeberg an. Der Verwaltungssitz befindet sich in der Gemeinde Itzstedt.

## Amtsangehörige Gemeinden
1. Itzstedt
2. Kayhude
3. Nahe
4. Oering
5. Seth
6. Sülfeld
7. Tangstedt

## Geschichte
Zum 1. April 1970 wurde das Amt Itzstedt aus dem bisherigen Amt Nahe sowie der bis dahin amtsfreien Gemeinde Sülfeld gebildet.
Im Zuge der schleswig-holsteinischen Verwaltungsstrukturreform schloss sich am 1. Januar 2008 die Gemeinde Tangstedt aus dem Kreis Stormarn dem Amt an. Das Amt wurde damit nach dem Amt Großer Plöner See das zweite kreisübergreifende Amt in Schleswig-Holstein.